# Karel I van Monaco
Karel I (tussen 1267 en 1315 - 1357) was de tweede soevereine Grimaldi-heerser van Monaco. Hij was tevens heer van Menton en Ventimiglia

## Biografie
Na een aantal burgeroorlogen in de stadstaat Genua werd een aantal Ghibellijnse families verbannen uit de stad, waaronder de vooraanstaande familie Grimaldi. De familie vestigde zich in de westelijke Rivièra en in de omgeving van Nice. Ze belegerden en bezetten daar regelmatig Monaco, een toenmalig Genuees fort. In 1315 nam Karel, na het overlijden van zijn vader Reinier, de titel van soeverein vorst over.
Op 12 september 1331 nam Karel het fort Monaco definitief in en noemde zichzelf vanaf dat moment Heer van Monaco. Karel en zijn oom Anton Grimaldi gingen hierop op rooftocht om meer gebieden in de omgeving in te nemen. Zo verkregen ze in 1346 Menton en in 1355 Roquebrune. Deze gebieden zouden tot 1848 bij Monaco gevoegd blijven.
Op 29 juni 1352 werd de troon van Monaco toegewezen aan Karel, zijn oom Anton (jongste broer van zijn vader), Reinier II en Gabriël (beiden zonen van Karel), die gezamenlijk het gezag voerden over het land. Karel I stierf in 1357 na een gevecht met Simone Boccanegra, de eerste doge van Genua. Na zijn dood in 1357 ging de troon over naar zijn zoon Reinier II, die de troon alleen bezat en zo alleenheerser werd.
Karel trouwde met Lucchina, een dochter van Girardo Spinola. Ze kregen acht kinderen: Louis, Reinier, Francesco, Gabriel, Charles, Lancelot, Ruffo en Anastasia.
Reinier I · Karel I, Anton, Reinier II en Gabriël · Lodewijk en Jan I · Lodewijk · Ambrosius en Jan I · Jan I · Catalanus · Claudine · Lambert · Jan II · Lucianus · Augustinus · Honorius I · Karel II · Hercules · Honorius II · Lodewijk I · Anton I · Louise Hippolyte · Jacobus I · Honorius III · Honorius IV · Honorius V · Florestan I · Karel III · Albert I · Lodewijk II · Reinier III · Albert II